# نشطون (المهرة)

تعديل مصدري - تعديل

نشطون هي إحدى قرى عزلة الغيظة بمديرية الغيظة التابعة لمحافظة المهرة، بلغ تعداد سكانها 1165 نسمة حسب تعداد اليمن لعام 2004.